# György Kenéz
György Kenéz (Budapest, 23 giugno 1956) è un ex pallanuotista ungherese, vincitore di una medaglia d'oro alle olimpiadi di Montréal 1976, di due argenti mondiali e di un oro, un argento ed un bronzo europei. Con il Vasas vinse un'edizione della Coppa dei Campioni, una Coppa LEN e nove campionati ungheresi. Indossò per diversi anni la calottina del Poseidon Catania e fu successivamente allenatore di entrambe le squadre in cui militò da giocatore. Dal 2022 è membro della commissione tecnica della Fina.